# NGC 7529
NGC 7529 في الفهرس العام الجديد، هي مجرة، تقع في كوكبة الفرس الأعظم. اكتشفت في 2 يوليو 1880 بواسطة فيلهلم تمبل.

## روابط خارجية
- NGC 7529 على موقع ويكي سكاي: DSS2, SDSS, GALEX, IRAS, Hydrogen α, X-Ray, Astrophoto, Sky Map, Articles and images